# Complesso A3558
Il Complesso A3558 è un superammasso di galassie situato nella costellazione del Centauro alla distanza di 640 milioni di anni luce dalla Terra.
Rappresenta il nucleo centrale del ben più vasto Superammasso di Shapley. Ha una struttura allungata che si estende per ~ 7 megaparsec.
È formato da tre ammassi di galassie inseriti nel Catalogo Abell, Abell 3558 da cui il nome del complesso, Abell 3562, Abell 3556 e due piccoli ammassi denominati SC 1329-31.3 e SC 1327-31.2.
Il Complesso A3558 è una struttura che si trova in un'avanzata fase di "merging" dei suoi componenti. 
Un esile filamento di galassie collega il Complesso A3558 con il Complesso A3528, altra più piccola struttura del Superammasso di Shapley.

## Componenti del Complesso A3558
| Nome         | R.A.        | DEC        | Distanza (M. di a.l.) | Redshift (z) | Nomi alternativi                                          |
| ------------ | ----------- | ---------- | --------------------- | ------------ | --------------------------------------------------------- |
| Abell 3558   | 13h27m57.5s | -31°30'09" | 634                   | 0,048        | ACO 3558, MCXC J1327.9-3130, RXC J1327.9-3130, Shapley 08 |
| Abell 3562   | 13h33m26.3s | -31°39'40" | 646                   | 0,049        | ACO 3562, MCXC J1333.6-3139, RXC J1333.6-3139             |
| Abell 3556   | 13h24m06.2s | -31°39'38" | 633                   | 0,0479       | ACO 3556, BAX 201.0260-31.6605                            |
| SC 1329-31.3 | 13h31m28.0s | -31°49'50" | 636                   | 0,0482       | BAX 202.9000-31.8128                                      |
| SC 1327-31.2 | 13h29m47.0s | -31°36'29" | 652                   | 0,049504     | BAX 202.4458-31.6081, MCXC J1329.7-3136                   |